# Bacillus thuringiensis
Bacillus thuringiensis (viết tắt: Bt) là vi khuẩn Gram dương, và cũng là loài vi khuẩn đất điển hình được phân lập ở vùng Thuringia, Đức. Bt có khả năng tổng hợp protein gây tệ liệt ấu trùng của một số loài côn trùng gây hại, trong đó có sâu đục quả bông, các loài sâu đục thân ngô châu Á và Châu Âu. Chúng đều là sâu hại thực vật phổ biến, có khả năng gây ra những sự tàn phá nghiêm trọng
Bacillus thuringiensis có độc tính thuộc nhóm III, LD50 đường uống là >8.000 mg/kg. Thuốc rất ít độc đối với môi trường và ký sinh có ích, không độc đối với cá và ong mật.
Đây là loại thuốc nguồn gốc từ vi khuẩn, được sản xuất bằng phương pháp lên men vi khuẩn Bacillus thuringiensis. Sản phẩm lên men là độc tố ở dạng đạm tinh thể và bào tử. Độc tố này là những hợp chất đạm cao phân tử không bền vững trong môi trường kiềm, môi trường acid mạnh và dưới tác động của một số loại men; không tan trong nước và trong nhiều dung môi hữu cơ, nhưng tan trong dung dịch kiềm có độ pH từ 10 trở lên, tan trong dịch ruột của ấu trùng sâu bộ Lepidoptera. Độ lớn của tinh thể độc tố từ 0,5-2 μm.

## Lịch sử
Bt lần đầu tiên được phát hiện vào năm 1901 tại Nhật Bản bởi nhà sinh vật học Shigente Ishiwarti, khi ông tìm ra nguyên nhân gây ra cái chết đột ngột của một số sâu tơ. Shigente Ishiwarti đầu tiên phân lập vi khuẩn Bacillus thuringiensis, gọi đó là Bacillus Sotto.
Năm 1911, Ernst Berliner, ở Đức, phát hiện ra Bacillus thuringiensis, khi ấy ông cũng cho rằng nó là nguyên nhân của bệnh được gọi là Schlaffsucht ở trên bướm đêm phấn.
Năm 1976, Robert A. Zakharyan đã báo cáo sự xuất hiện của một plasmid ở B. thuringiensis và đề xuất rằng plasmid này có liên quan đến tế bào trong của thực vật và sự hình thành tinh thể.

## Phân lậpBacillus thuringiensis
Việt Nam được đánh giá là nước có độ đa dạng sinh học rất cao và mang tính điển hình cho vùng Đông Nam Á. Hai vùng đặc hữu chịu ảnh hưởng của sự phân hoá theo địa hình, yếu tố khí hậu và các đặc điểm về đất đai khác biệt (vùng đồng bằng sông Hồng và Bắc Trung Bộ) được chọn nghiên cứu. Trung bình mỗi tỉnh thu thập khoảng 30 mẫu thuộc các huyện khác nhau.
Trong số 185 mẫu đất, bùn thu thập ở Hà Nội, Hà Nam, Nam Định, Thái Bình, Hải Dương, Hưng Yên, Ninh Bình đã phân lập được 920 chủng Bacillus với đặc điểm Gram dương, hình que, bào tử không phình. Chỉ có 295 chủng trong số đó có tinh thể hình tròn, tháp đôi, hình kim. Các chủng Bacillus có tinh thể được phân loại thành loài Bacillus thuringiensis (Bt).

## Đa dạng hình thái
Bt có trong các mẫu đất ruộng, đất vườn, bùn nước, ao hồ. Hình dạng tinh thể Bt rất đa dạng(một trong những đặc điểm quan trọng để phân loại Bt thành loài phụ). Phần lớn các chủng Bt phân lập có dạng tinh thể hình tháp đôi, một số hình cầu và một số chủng có tinh thể với các hình dạng khác nhau. Quan sát hình dạng tinh thể của các chủng Bt phân lập ở các địa phương cũng cho phép dự đoán về sự đa dạng của chúng.

### Đa dạng genCry
Để xác định sự tồn tại gen Cry trong các chủng Bt phân lập, chúng tôi sử dụng kỹ thuật PCR với các cặp mồi được thiết kế từ gen Cry1 (mã hoá protein diệt côn trùng bộ cánh vẩy), gen Cry 3 (mã hoá protein diệt côn trùng cánh cứng) và Cry4 (mã hoá protein diệt côn trùng hai cánh). Các chủng Bt mang gen Cry nào thì ADN của chúng bắt cặp với cặp mồi đặc hiệu với gen đó.
Cho tới nay có hàng trăm gen Cry đã được công bố, tuy nhiên hầu hết mối quan tâm đều tập trung vào nhóm gen Cry1, Cry 3, Cry4. Các chủng mang gen Cry 1 sẽ nhận được sản phẩm PCR: 490bp và 980bp; các chủng mang gen Cry 4 sẽ nhận được sản phẩm PCR: 690bp và 1290bp còn các chủng mang gen Cry 3 sẽ nhận được sản phẩm PCR: 649bp và 1060bp.
Bốn chủng Bt có đặc điểm hình thái điển hình của mỗi tỉnh được chọn để xác định gen Cry. Kết quả bước đầu cho thấy trong những chủng Bt nghiên cứu của 12 tỉnh thành đã hội tụ đủ cả gen Cry1, Cry 3 và Cry 4 (hình 3). Đặc biệt có 2 chủng phân lập được ở Thái Bình (57 TB) và Quảng Bình (14 QB) mang gen Cry 3. Thường thì các chủng mang gen Cry 3 rất hiếm, đôi khi chỉ chiếm tỉ lệ 1/1000 so với các chủng Bt tìm thấy. Do đó việc dự đoán 2 chủng 57 TB và 14 QB mang gen Cry 3 là một điều lý thú, minh chứng cho sự đa dạng gen Cry của Bt ở Việt Nam.

### Đa dạng về thành phần protein
Thành phần protein tinh thể của Bt không những quyết định hoạt lực diệt côn trùng mà còn liên quan đến sự tồn tại các lớp gen Cry. Các protein 130kDa, diệt côn trùng cánh vẩy do gen cry1 mã hoá. Gen Cry 3 mã hoá protein có trọng lượng phân tử thấp hơn (66-73kDa), diệt côn trùng cánh cứng. Protein tinh thể diệt côn trùng hai cánh đa dạng nhất bao gồm các protein 130 kDa, 128kDa, 67kDa, 28kDa do gen cry 4, cry 10, cry 11 mã hoá. Các protein này đều có hoạt lực diệt ruồi, muỗi, tuy nhiên mức độ gây độc khác nhau.
Tất cả các chủng Bt được chọn để nghiên cứu gen cry cũng được sử dụng để nghiên cứu thành phần protein. Tinh thể protein của các chủng Bt sau khi hoà tan với NaOH, SDS, mercaptoethanol được điện di trên gel polyacrylamide. Kết quả cho thấy một số chủng nghiên cứu có băng protein 130 kDa giống chủng chuẩn Btk (hình 4), một số chủng khác có protein 130 kDa, 67kDa, 28kDa giống chủng chuẩn Bti. Hai chủng 57 TB và 14 QB mang gen Cry 3 đều không có băng protein 130 kDa mà chỉ có băng 70 kDa giống chủng chuẩn Btt (hình 4).

## Cơ chế tác động
- Bước 1: Xâm nhập vào các ấu trùng của côn trùng qua đường tiêu hóa.
- Bước 2: Protein Bt được hoạt hóa dưới tác động của môi trường kiềm trong ruột côn trùng.
- Bước 3: Chọc thủng ruột giữa gây ra sự tổn thương làm chúng ngừng ăn. Sau đó một vài ngày chúng chết.

Với khả năng sản sinh protein độc tố có khả năng diệt côn trùng, Bt đã và đang được rất nhiều nhà khoa học nghiên cứu và khám phá giá trị nông học của chúng. Đến nay, hơn 200 loại protein của Bt đã được phát hiện với các nồng độ độc tố diệt một số loài côn trùng khác nhau.

## Sản xuất
Phương pháp truyền thống
Bt có thể được nuôi cấu dễ dàng nhờ quá trình lên men. Vì vậy, Bt đã được sử dụng rộng rãi làm thuốc diệt côn trùng từ hơn 40 năm nay ở nhiêu nơi trên thế giới. Đặc biệt, Bt đã đem lại những lợi ích to lớn cho các nông trại hữu cơ vì chúng được coi là một trong rất ít thuốc trừ sâu đạt tiêu chuẩn hữu cơ. Tùy thuộc vào cấu trúc (dạng hạt hay dạng dịch) mà thuốc diệt côn trùng Bt được phun hay rắc.
Tuy nhiên, vẫn tồn tại một số hạn chế nhất định đối với cả hai trường hợp ứng dụng này như thuốc diệt côn trùng Bt rất khó tiếp xúc với côn trùng đích ẩn sâu dưới lá, đất. Những bất lợi này hoàn toàn được loại trừ nhờ công nghệ sinh học hiện đại.
Phương pháp hiện đại
Các nhà khoa học đã tiến hành chuyển gen Bt mã hóa cho protein tinh thể độc tố từ vi khuẩn Bt vào thực vật. Cây trồng được chuyển gen Bt này sẽ có khả năng tự kháng lại sâu hại. Các protein sản sinh trong thực vật không bị rửa trôi hay bị phân huỷ dưới ánh nắng mặt trời.Vì vậy, bất kể trong điều kiện sinh thái, khí hậu thế nào thì cây trồng vẫn được bảo vệ khỏi sự tấn công của sâu đục thân, hay đục quả.
Kết quả thử nghiệm trên đồng ruộng trồng bắp cải cho thấy các chế phẩm Bt diệt được gần 90% sâu hại, so với gần 80% của thuốc.
Đến cuối năm 2005, diện tích cây trồng mang gen Bt vào khoảng 26,2 triệu héc-ta.

## Ứng dụng
Những nghiên cứu đặt nền móng trong lịch sử phát triển Bt là sự phát hiện ngẫu nhiên ra loài Bacillus gây hại ấu trùng tằm. Trong vòng 100 năm qua, những nghiên cứu về Bt liên tục phát triển. Các chế phẩm Bt được sản xuất và sử dụng rộng rãi ở khắp các châu lục (châu Âu, Á, Mỹ, Phi...). Nhiều nước trên thế giới đã xây dựng và nghiên cứu tập đoàn Bt nhằm tìm hiểu vai trò của Bt trong môi trường cũng như sự phân bố gen Cry và thu nhận những chủng Bt có hoạt lực diệt côn trùng cao để đưa vào ứng dụng.
Việt Nam nằm trong khu vực nhiệt đới gió mùa, thiên nhiên phong phú và đa dạng. Các vùng trong lãnh thổ Việt Nam có sự khác biệt khá đậm nét về điều kiện khí hậu, vị trí địa lý, tạo nên sự đa dạng về chủng loại động vật, thực vật và vi sinh vật.
Người ta cho rằng vùng đất nào nhiều côn trùng thì cũng xuất hiện nhiều Bt diệt côn trùng. Điều kiện khí hậu của nước ta thích hợp cho nhiều loài côn trùng sinh trưởng và phát triển vì vậy cũng hứa hẹn có một tập đoàn Bt phong phú và đa dạng về chủng loại cũng như gen Cry. Hai vùng lãnh thổ đặc hữu (vùng đồng bằng sông Hồng và Bắc Trung Bộ) được chọn để nghiên cứu.
Khuẩn Bt trông như chiếc gậy gộc, dài chưa đầy 5/1000mm. Khi nó lớn đến một mức nhất định, ở một đầu sẽ hình thành một nha bào hình trứng để sinh sản, đầu kia sinh ra một thể kết tinh khối thoi hoặc gần khối vuông. Vì cùng sinh ra đồng thời với nha bào, người ta gọi là tinh thể bạn, rất độc. Khi sâu hại phá hoại mùa màng ăn phải khuẩn Bt, tinh thể bạn sẽ phá hỏng hệ thống tiêu hóa của sâu, khiến chúng ngừng ăn, nôn mửa, ỉa chảy; còn nha bào vào máu sẽ gây bệnh thiếu máu cho sâu, cuối cùng sâu chết.
Phát hiện khuẩn Bt đã mở ra một triển vọng sáng sủa của biện pháp trừ sâu sinh học. Hiện nay người ta đã sản xuất khuẩn Bt quy mô lớn, rồi chế biến thành các loại thuốc như Thuricide, Biotrol, Bathurin... có tác dụng diệt hàng trăm giống sâu hại.
Ngày nay các chế phẩm sinh học an toàn cho phòng trừ sâu hại cây trồng và nông sản bảo quản đã được khuyến khích, ứng dụng để thay thế dần các thuốc trừ sâu hoá học, trong đó thuốc trừ sâu vi sinh Bacillus thuringiensis (gọi tắt là Bt) được dùng rộng rãi nhất. Trong những năm gần đây các nhà khoa học đã có rất nhiều cố gắng để phân lập vi khuẩn này từ môi trường của nhiều nước trên thế giới với hy vọng tìm ra những chủng B. thuringiensis có phổ gây bệnh mới và khoảng vật chủ rộng hoặc nâng cao hoạt tính các chủng B.thuringiensis đối với các nhóm côn trùng mới, hay tìm kiếm nguồn gen từ những chủng phân lập cho các kỹ thuật di truyền tiếp theo. Với sự phát triển mạnh mẽ của công nghệ sinh học hiện đại, đặc biệt là công nghệ gen đã mở ra những tiềm năng hết sức to lớn cho việc phát triển thuốc trừ sâu sinh học B. thuringiensis. Việc làm giàu thêm bộ sưu tập các chủng B. thuringiensis phân lập ở Việt Nam và nguồn gen quý từ những chủng này nhằm tạo ra các chủng tái tổ hợp mới có phổ diệt sâu rộng hơn đối với một số loài côn trùng quan trọng là rất cần thiết.Đã thử nghiệm hoạt tính diệt sâu của 10 chủng B. thuringiensis var. kurstaki phân lập có tinh thể hình quả trám, trong đó 9/10 chủng có hoạt tính diệt 90 - 100% đối với sâu tơ P. xylostella và sâu keo S. exiqua; 7/10 chủng có hiệu quả diệt 80-90% đối với sâu khoang S. litura; 6/10 chủng có hoạt tính diệt 50-60% đối với sâu bông H. armigera. 10/10 chủng có hiệu quả diệt 100% đối với sâu ngài gạo C. cephalonica.

### Cây trồngBt
Cây trồng Bt là công cụ diệt sâu bệnh thực vật mới. Vấn đề khai thác mọi khả năng giảm thiệt hại mùa màng và tăng sản lượng lương thực trở nên cấp bách khi dân số toàn cầu tăng lên nhanh chóng và diện tích đất canh tác lại giảm đáng kể. Cùng với kỹ thuật canh tác nông nghiệp thích hợp, công nghệ kháng côn trùng Bt có thể đem lại rất nhiều lợi ích cho loài người.
Những lợi ích của cây trồng Bt:
1. Tăng cường quản lý sâu bệnh.
2. Giảm sử dụng thuốc trừ sâu.
3.Thu được lợi nhuận nhiều hơn.
4.Cải thiện điều kiện cho các sinh vật có ích.
5.Ngô chứa ít độc tố mycotoxin – độc tố có thể gây chết gia súc và ung thư cho người
6.Quản lý tính kháng côn trùng (IRM) 	Cây Ngô Bt kháng côn trùng biến đổi gen

### Chế phẩmBt
Bacillus thuringiensis là loại thuốc vị độc, không có hiệu lực tiếp xúc và xông hơi. Tinh thể độc tố tan trong dịch ruột, gây tổn thương màng ruột ấu trùng và gây các tác động sinh lý khác làm cho ấu trùng chán ăn và ngừng ăn, cuối cùng tử vong. Do đó tuy hiệu lực giết sâu của thuốc biểu hiện chậm nhưng ngay sau khi phun thuốc sâu đã ngừng phá hoại. Có hai loại thuốc Bt, loại chứa tinh thể độc tố và bào tử (khoảng 107 bào tử/mg) và loại thuốc Bt chỉ chứa tinh thể độc tố. Sau khi phun, tinh thể độc tố gây hiệu lực ngay và sau đó phân hủy giải độc, còn bào tử thì có thể tồn tại lâu (một năm hoặc lâu hơn).
Vì ấu trùng tằm rất mẫn cảm với thuốc Bt nên ở những nước trồng nhiều dâu nuôi tằm chỉ sử dụng loại Bt không chứa bào tử. Tùy thuộc vào chủng vi khuẩn Bt mà quá trình lên men có thể thu được các loại tinh thẻ độc tố khác nhau như â-exotoxin, đ-exotoxin, ê-exotoxin và ô-endotoxin. â-Exotoxin (â ngoại độc tố) có hiệu lực cao đối với ấu trùng bộ Lepidoptera, Coleoptera, Hymenoptera và Orthoptera. đ-Exotoxin (đ-ngoại độc tố) có hiệu lực cao đối với sâu thuộc bộ Diptera và ô-endotoxin (ô-nội độc tố) có hiệu lực cao đối với ấu trùng bộ Lepidoptera. Thuốc Bt loại chứa bào tử và tinh thể độc tố được gia công thành thuốc bột thấm nước (16.000 i.u./mg, i.u. = international unit = đơn vị quốc tế), dung dịch đặc (4.000 i.u./mg), thuốc phun bột (160-800 i.u./mg). Thuốc Bt bột thấm nước được dùng từ 300-2.000 g/ha để trừ sâu tơ hại rau (bao gồm cả chủng chống thuốc hóa học); sâu xanh hại rau, bắp, bông; sâu đo hại đay; sâu đóm hại thông; bọ gậy. Thuốc Bt hỗn hợp được với hầu hết các loại thuốc trừ sâu khác. Chế phẩm không chứa bào tử có thể hỗn hợp với nhiều loại thuốc trừ nấm bệnh song không hỗn hợp được với các loại thuốc có kiềm tính mạnh như thuốc vôi + lưu huỳnh, vôi + phèn xanh (hỗn hợp Bordeaux) và phân bón hóa học.
Thuốc Bacillus thuringiensis rất mẫn cảm với nhiệt độ cao và tia cực tím, do đó cần bảo quản nơi mát.
Có nhiều loại thuốc Bacillus thuringiensis trên thị trường thế giới như:
- Bacilus thuringiensis var aizawai kiểu serotype, hoạt chất ở dạng bào tử và tinh thể, chế biến thành dung dịch đặc, dùng trừ ấu trùng mọt hại kho tàng.
- Bacillus thuringiensis var. israelensis (tên khác: Teknar) hoạt chất ở dạng tinh thể ô-endotoxin tạo thành qua lên men Bacillus thuringiensis Berliner var. israelensis, Serotype (H-14). Thuốc được gia công ở nhiều dạng như dung dịch, bột thấm nước... dùng trừ muỗi, ấu trùng ruồi.
- Bacillus thuringiensis var. kurstaki (tên khác Bakthane, Agritol, Bactospeine plus, Biotrol...), hoạt chất ở dạng bào tử và tinh thể ô-endotoxin được tạo thành qua lên men Bacillus thuringiensisBerliner, var. kurstaki, Serotype H-3a 3b. Thuốc được gia công thành nhiều dạng như bột thấm nước, sữa huyền phù, dung dịch đặc... dùng trừ ấu trùng bộ Lepidoptera như sâu khoang, sâu tơ, sâu xanh và nhiều loại sâu khác hại rau, màu và cây ăn trái.
- Bacillus thuringiensis var. morrisoni, hoạt chất ở dạng bào tử và tinh thể ô-endotoxin được tạo thành qua lên menBacillus thuringiensisBerliner var morrisoni, serotype 8a 8b. Thuốc được gia công thành dạng bột khô tan trong nước và bột thấm nước, dùng trừ ấu trùng bộ Lepidoptera hại rau, màu, cây ăn trái, cây cảnh, cây công nghiệp.
- Bacillus thuringiensis var. San Diego (tên khác: Myx 1850), dùng để trừ bọ cánh cứng cho khoai tây, cà chua, cây xanh.